# Bila Sorj
Bila Sorj (1950, Santo André, São Paulo, Brasil) é uma académica brasileira e pioneira da história das mulheres. Nascida no Brasil, ela fez aliá a Israel para trabalhar comunitariamente num kibutz e ganhar seu bacharelado e mestrado da Universidade de Haifa. Ao voltar ao Brasil em 1976, foi professora de sociologia e começou a incorporar a história das mulheres no seu trabalho na Universidade Federal de Minas Gerais. Ao terminar seu doutorado na Universidade de Manchester em 1979, começou a lecionar na Universidade Federal do Rio de Janeiro em 1984. Acabou os estudos de pós-doutorado na École des hautes études en sciences sociales em Paris. A sua investigação concentra-se principalmente no emprego e nos jeitos em que o género afeta o trabalho pago e não pago. Ela também estuda o judaísmo. Seu livro de 2000, Israel terra em transe: democracia ou teocracia?, foi um finalista do Prêmio Jabuti em 2001. É coordenadora do Núcleo de Estudos de Sexualidade e Gênero (NESEG) no programa de pós-graduação na faculdade de Antropologia e Sociologia da Universidade Federal do Rio de Janeiro. Ela é considerada uma das académicas que iniciou a área dos estudos de género no Brasil.

## Infância e educação
Bila Grin nasceu em 1950, em Santo André, São Paulo, Brasil, filha de Margarida e Herschel Henrique Grin. Seus pais eram judeus naturalizados brasileiros; seu pai foi do Mandato Britânico da Palestina e sua mãe da Lituânia. Em 1969, começou seus estudos universitários na Universidade de São Paulo e envolveu-se nos movimentos sionistas e socialista. Nessa altura, era comum para jovens sionistas viajarem para Israel e trabalharem num kibutz antes de fazerem vinte anos. Ela seguiu esta tradição, e transferiu seus estudos de sociologia e história para a Universidade de Haifa. Lá, conheceu Bernardo Sorj, com quem se casou em 1970. Formou-se com um diploma universitário de Haifa em 1972 e continuou com a sua formação lá, recebendo um mestrado em sociologia em 1974.

## Carreira
Em 1976, o casal foi contratado cada um para trabalhar na Universidade Federal de Minas Gerais (UFMG), em Belo Horizonte, Brasil. Bila foi professora associada na UFMG até 1982, enquanto fazia seu doutorado na Universidade de Manchester. Finalizou a sua tese A Formação da Ideologia entre os Metalúrgicos Brasileiros em 1979, sob a orientação de Brian Roberts. O tema de sua tese de avaliar a classe trabalhadora e o impacto que mudanças sociais tiveram nos trabalhadores deu prosseguimento a estudos futuros. Durante seu período em Belo Horizonte, nasceu o filho do casal, Pablo. Bila foi uma membro fundadora da SOS Violência, uma ONG que assistia mulheres que foram vítimas de violência doméstica em Minas Gerais e começou a incorporar teorias de género e feminismo na sua investigação.
Em 1984, Sorj começou a lecionar na Universidade Federal do Rio de Janeiro. A sua investigação concentrou-se nas diferenças que o género impunha ao trabalho, avaliando tanto o trabalho pago quanto o não pago. Outro foco foi o impacto das políticas públicas sobre as mulheres e as famílias. Seu trabalho pioneiro lutou pela inclusão da análise de género nos debates sociológicos populares e iniciou a área dos estudos de género no Brasil. Por mais de uma década, serviu no Concurso de Dotações para Pesquisa sobre a Mulher e Relações de Gênero, patrocinado pela Fundação Carlos Chagas, para promover investigação académica sobre os problemas que as mulheres enfrentavam na sociedade brasileira. Foi uma das fundadoras da Revista Estudos Feministas, uma das principais revistas académicas brasileiras sobre género, em 1992, e serviu no seu conselho editorial.
Sorj tornou-se a coordenadora do Núcleo de Estudos de Sexualidade e Gênero (NESEG) no programa de pós-graduação na faculdade de Antropologia e Sociologia. Também investigou o judaísmo num estudo de pós-doutorado em 1995, da École des hautes études en sciences sociales (EHESS, Escola de Estudos Avançados em Ciências Sociais), em Paris, sobre a migração dos judeus russos ao Brasil desde a Revolução Russa de 1905. Junto com a jornalista veterana Guila Flint, ela escreveu Israel terra em transe: democracia ou teocracia?, uma análise do fundamentalismo e nacionalismo judaico e seu impacto na tensão no Oriente Médio, o qual foi um finalista do Prêmio Jabuti em 2001, na categoria de ciências humanas. Ela serve no Comitê Gêneros e Sexualidades da Associação Nacional de Pós-Graduação e Pesquisa em Ciências Sociais (ANPOCS).

## Outras investigações
Na sua obra clássica sobre a história das mulheres no Brasil, Sorj e Maria Luiza Heilborn traçaram as origens do tratamento académico das mulheres nos Estados Unidos e no Brasil. Notaram que era distinto nos dois países, pois nos EUA os estudos surgiram dos movimentos dos direitos civis e da libertação das mulheres das décadas de 1960 e 1970, enquanto no Brasil a pressão para a inclusão na academia veio dos próprios académicos e depois se propagou às outras organizações das mulheres. Com Verônica Toste Daflon escreveu Clássicas Do Pensamento Social Mulheres e Feminismos No Século XIX, que investigou a omissão das mulheres como teóricas sociais ao longo da história. Entre as teóricas abordadas no livro estavam Anna J. Cooper, Ercília Nogueira Cobra, Charlotte Perkins Gilman, Alexandra Kollontai, Harriet Martineau, Pandita Ramabai, Olive Schreiner e Alfonsina Storni, que foram selecionadas para representar cada área geográfica global. As mulheres foram escolhidas para expandir o diálogo da luta pelo sufrágio a outras questões que afetam mulheres, como a sexualidade, a representação, a subordinação e a violência.

## Trabalhos selecionados
- Sorj, Bila (1979). The Formation of Ideology Amongst Brazilian Steel Workers (PhD) (em inglês)
- Heilborn, Maria Luiza; Sorj, Bila (1999). «Estudos de gênero no Brasil 1975–1995». In:  Miceli. O que ler na ciência social brasileira: 1970–1995. 1. São Paulo, Brasil: Associação Nacional de Pós-Graduação e Pesquisa em Ciências Sociais. pp. 183–221. ISBN 978-85-85408-28-2[3]
- Flint, Guila; Sorj, Bila Grin (2000). Israel terra em transe: democracia ou teocracia?. Rio de Janeiro, Brasil: Civilização Brasileira. ISBN 978-85-200-0525-5[3]
- Sorj, Bila (Janeiro 2000). «Sociologia e trabalho: mutações, encontros e desencontros». São Paulo, Brazil: Associação Nacional de Pós-Graduação e Pesquisa em Ciências Sociais. Revista Brasileira de Ciências Sociais. 15 (43): 25–34. ISSN 0102-6909. OCLC 7179273119[3]
- Sorj, Bila; Carusi, Danielle; Quintaes, Giovanni (2004). Reconciling Work and Family: Issues and Policies in Brazil [Conciliando o Trabalho e a Família: Questões e Políticas no Brasil] (em inglês). Genebra, Suíça: International Labour Office. ISBN 978-92-2-115835-6[3]
- Sorj, Bila (Agosto 2013). «Arenas de cuidado nas interseções entre gênero e classe social». São Paulo, Brasil: Fundação Carlos Chagas. Cadernos de Pesquisa. 43 (149): 478–491. ISSN 0100-1574. OCLC 9456492588[3]
- Guimarães, Nadia Araujo; Maruani, Margaret; Sorj, Bila (2016). Genre, race, classe. Travailler en France et au Bresil. [Género, Raça, Classe. Trabalhar em França e no Brasil.] (em francês). Paris, França: Editions L'Harmattan. ISBN 978-2-14-001046-0[16]
- Toste Daflon, Verônica; Sorj, Bila (2021). Clássicas Do Pensamento Social Mulheres e Feminismos No Século XIX. 1st ed. Rio de Janeiro, Brasil: Roda dos Tempos. ISBN 978-65-89828-05-1[3]

### Citações
1. 1 2 3 4  Registos de casamento 1970, p. 191.
2. 1 2  Sorj 2012, p. 210.
3. 1 2 3 4 5 6 7 8 9 10 11 12 13 14 15 16 17 18 19  Araujo & Moraes 2021.
4. ↑  Sorj 2012, pp. 30–31.
5. 1 2 3 4 5  Escavador 2020.
6. ↑  Sorj 2012, p. 145.
7. 1 2  Sorj 2012, p. 152.
8. ↑  Sorj 1979.
9. 1 2 3  Candido & Toste Daflon 2017, p. 8.
10. ↑  Fundação Carlos Chagas 2020.
11. ↑  Lavinas & Lamego 1992, p. 242.
12. ↑  Thomaz & Nascimento 2001, pp. 192–194.
13. ↑  Gonçalves 2016, pp. 94–95.
14. ↑  Alves 2021, p. 441.
15. ↑  Alves 2021, p. 442.
16. ↑  Grecco 2017, pp. 389-392.